# 科羅拉多大學博爾德分校

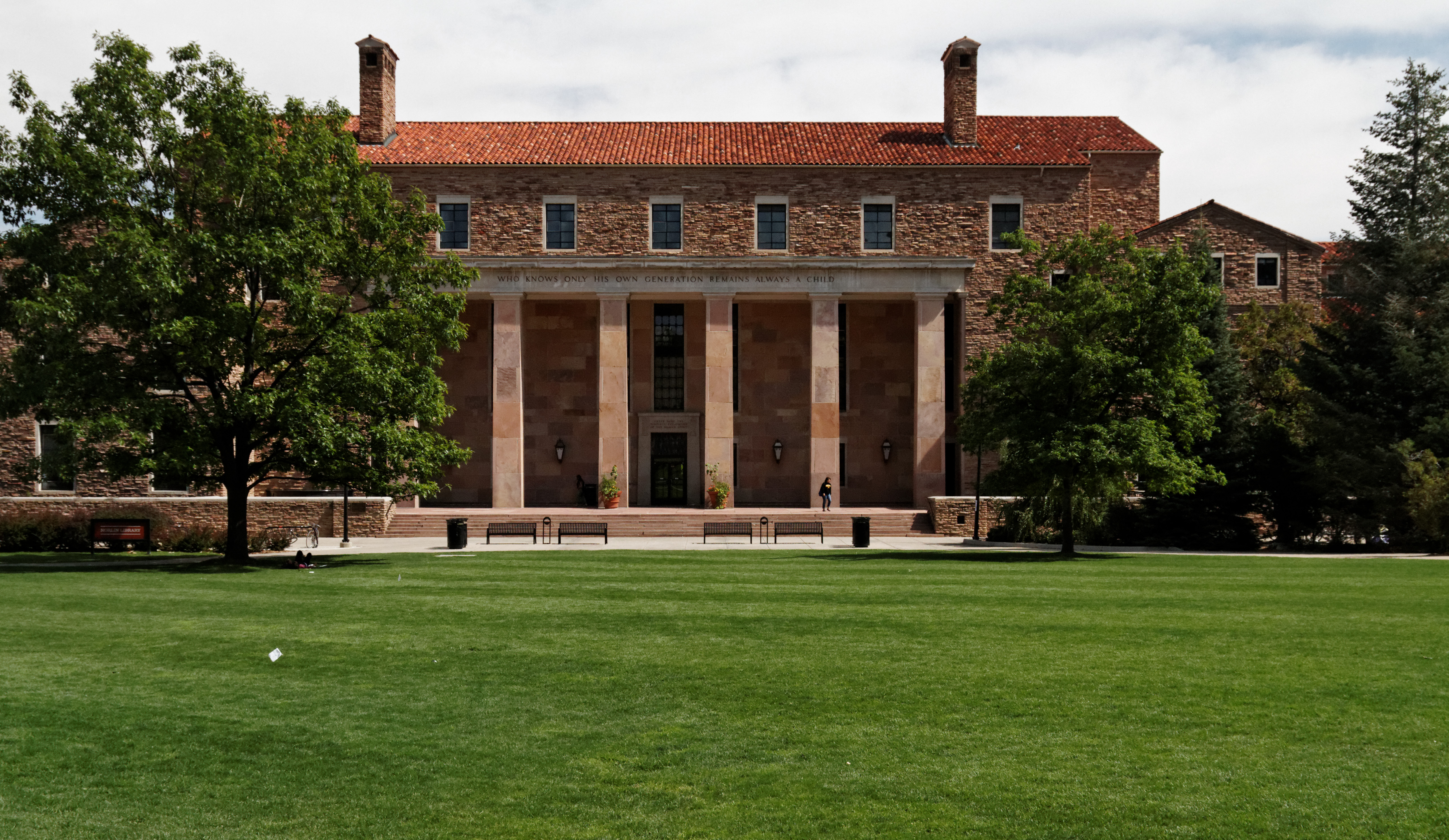
大學圖書館

科羅拉多大學博爾德分校（英語：University of Colorado Boulder），通称科罗拉多大学，是科罗拉多大学系统的旗舰校區，位於洛嘰山麓的博爾德。该校成立于1876年，比科罗拉多州加入美国联邦的时间还早5个月。

## 人物
自1876年建校以来，该校共有13位诺贝尔奖，9位麦克阿瑟奖，2位普利策奖，1位图灵奖，1位拉斯克床醫學研究獎，29位美国艺术与科学院院士，25位美国国家科学院院士，24位美国国家工程院院士，22位美国国家医学院院士, 20位美国航天局（NASA）宇航员（其中1位在挑战者号空难中丧生、1位在哥伦比亚号空难中丧生）。

## 交通
科罗拉多大学博尔德校区公共交通便利，有多路公交车服务学生及教工。以下为主要公交线路
| 线路名称              | 线路走向                                                          | 班次及车程                                             |
| --------------------- | ----------------------------------------------------------------- | ------------------------------------------------------ |
| FF1                   | 博尔德往返丹佛联合车站                                            | 周一到周六15分钟一班，周日半小时，到丹佛市中心约45分钟 |
| AB1                   | 博尔德往返丹佛国际机场                                            | 每小时一班，到机场约1小时10分钟                        |
| SKIP                  | 经Broadway南北贯穿博尔德                                          | 周一到周六15分钟一班，周日半小时                       |
| HOP(clockwise)        | 顺时针环线，穿过校园，途径博尔德市中心，Twenty Ninth Street购物区 | 15分钟一班，学校到博尔德市中心10分钟                   |
| HOP(Counterclockwise) | 逆时针环线，穿过校园，途径博尔德市中心，Twenty Ninth Street购物区 | 15分钟一班，学校到29街购物区10分钟                     |

除此之外还有Buff Bus系统提供公交服务，具体可查询大学官网。

## 排名
该校在2020年ARWU世界大学学术排名中位居第44名、2020年U.S. News世界大学排名中位居第50名。学科排名方面，该校在2020年ARWU世界学科排名中，在54门学科排名中，2门学科位列世界第1、8门学科位列世界前20，11门学科位列世界前30，13门学科位列世界前40，14门学科位列世界前50，20门学科位列世界前75，22门学科位列世界前100，25门学科位列世界前150。

## 外部連結
- 科羅拉多大學博爾德分校官方網站 （页面存档备份，存于）
- 科羅拉多運動官方網站 （页面存档备份，存于）
- Radio 1190 （页面存档备份，存于）
- 大學紀念中心 （页面存档备份，存于）